# Jean de Palacio
Pour les articles homonymes, voir Palacio.
 (février 2025).
Motif : WP:CAA très loin d'être atteint, le sourçage actuel est primaire et minimaliste, aucune source secondaire trouvée après recherche. Article créé par une personne de sa famille qui plus est. Unniversitaire surement spécialiste de son domaine, mais c'est le cas de nombreux unniversitaires, cela ne le rend pas automatiquement admissible
- Archive Wikiwix
- Bing
- Cairn
- DuckDuckGo
- E. Universalis
- Gallica
- Google
- G. Books
- G. News
- G. Scholar
- Persée
- Qwant
- (zh) Baidu
- (ru) Yandex
- (wd) trouver des œuvres sur Wikidata

| 1. | Préciser le motif de la pose du bandeau. | Précisez le motif de la pose du bandeau en utilisant la syntaxe suivante : {{admissibilité à vérifier\|date=mars 2025\|motif=remplacez ce texte par le motif}}                       |
| 2. | Informer les utilisateurs concernés.     | Pensez à avertir le créateur de l'article, par exemple, en insérant le code ci-dessous sur sa page de discussion : {{subst:avertissement admissibilité à vérifier\|Jean de Palacio}} |

Jean de Palacio, né le 28 mai 1931 à Paris et mort le 27 novembre 2024 à Alise-Sainte-Reine, est un universitaire français, spécialiste de la littérature dite décadente.

## Biographie
Agrégé d'anglais (1953), auteur d’une thèse de doctorat sur Mary Shelley, professeur à l’université de Lille puis à l'université Paris-Sorbonne (Paris IV), Jean de Palacio se tourne vers la littérature fin de siècle après sa soutenance de thèse en 1970.
Jean de Palacio a tenu à la Sorbonne, pendant vingt ans (1979-1999), un séminaire de littérature comparée sur la décadence en Europe, et réédité de nombreux textes de la littérature finiséculaire.

## Publications

### Essais
- Paul Alexis, l'outsider des lettres, Paris, Classiques Garnier, Archives des lettres modernes, 2022 (en collaboration avec Marie-France de Palacio).
- Le Crépuscule des royautés (reflets littéraires) : essai sur la décadence du droit divin  (en collaboration avec Marie-France de Palacio), Paris, Honoré Champion, coll. « Romantisme et modernités » (no 152), 2014, 370 p. (ISBN 978-2-7453-2646-1, présentation en ligne), [présentation en ligne].
- La décadence : le mot et la chose, Paris, Les Belles Lettres, coll. « Essais » (no 4), 2011, 341 p. (ISBN 978-2-251-44426-0, présentation en ligne).
- Jean Lorrain, produit d'extrême civilisation, actes du colloque de Fécamp, dirigé par Jean de Palacio et Éric Walbecq, textes réunis par Marie-France David-De-Palacio, Publications des Universités de Rouen et du Havre, 2009  (ISBN 978-2-87775-470-5).
- Configurations décadentes, Peeters, 2007  (ISBN 978-90-429-1961-7).
- Le silence du texte : poétique de la décadence, Louvain / Paris, Peeters, coll. « La République des lettres » (no 9), 2003, VIII-263 p. (ISBN 90-429-1285-5 et 2-87723-714-1, présentation en ligne).
- Les Métamorphoses de Psyché : essai sur la décadence d'un mythe, Séguier, 2000  (ISBN 2-84310-014-3).
- Figures et formes de la décadence : 2e série, Paris, Séguier, 2000, 306 p. (ISBN 2-84049-186-9, présentation en ligne).
- Figures et formes de la Décadence [1re  série], Séguier, 1994  (ISBN 2-84049-006-4).
- Les perversions du merveilleux : « Ma Mère l'Oye » au tournant du siècle, Paris, Éditions Séguier, 1993, 273 p. (ISBN 2-84049-008-0, présentation en ligne).
- Pierrot fin de siècle ou Les métamorphoses d'un masque, Paris, Éditions Séguier, 1990, 311 p. (ISBN 2-87736-089-X, présentation en ligne).
- Spiritualité de Max Jacob, textes réunis par Jean de Palacio, Lettres modernes, 1982  (ISBN 2-256-90153-X).
- William Godwin et son monde intérieur, Presses universitaires de Lille, 1980  (ISBN 2-85939-149-5).
- Mary Shelley dans son œuvre : contribution aux études shelleyennes, Klincksieck, 1969.

### Présentation / Préface
- Philippe Roy, Camille Lemonnier, maréchal des lettres, Samza Editeurs, 2013
- Jacques d'Adelswärd-Fersen, Messes Noires. Lord Lyllian (1905), édition de Jean-Claude Féray et Jean de Palacio, Montpellier, Éditions QuestionDeGenre/GKC, 2011  (ISBN 9782908050684)
- Jean-Louis Dubut de Laforest, Le Gaga. Mœurs parisiennes, Milan, Cisalpino Istituto Editoriale Universitario, « Bibliothèque de la décadence » no 2, 2008  (ISBN 978-88-323-6092-9)
- Frédéric Boutet, Contes dans la nuit, Milan, Cisalpino Istituto Editoriale Universitario, « Bibliothèque de la décadence » no 1, 2006  (ISBN 88-323-6047-0) (OCLC 493926245)
- Félicien Champsaur, Dinah Samuel, Séguier, « Bibliothèque Décadente », 1999  (ISBN 2-84049-134-6)
- Camille Lemonnier, Le Possédé, Séguier, « Bibliothèque Décadente », 1997  (ISBN 2-84049-120-6)
- Paul Adam, Lettres de Malaisie, Séguier, « Bibliothèque Décadente », 1996  (ISBN 2-84049-100-1)
- Francis Poictevin, Ludine, Séguier, « Bibliothèque Décadente », 1996  (ISBN 2-84049-086-2)
- Jules Bois, L'Éternelle Poupée, Séguier, « Bibliothèque Décadente », 1995  (ISBN 2-84049-059-5)
- Marcel Batilliat, Chair mystique, Séguier, « Bibliothèque Décadente », 1995  (ISBN 2-84049-045-5)
- Catulle Mendès, Méphistophéla, Séguier, « Bibliothèque Décadente », 1993  (ISBN 2-84049-014-5)
- Catulle Mendès, Les Oiseaux bleus, Séguier, « Bibliothèque Décadente », 1993  (ISBN 2-84049-015-3)
- Jean Richepin, Contes de la décadence romaine, Séguier, « Bibliothèque Décadente », 1994  (ISBN 2-84049-023-4)
- Jean Lorrain, Sonyeuse, Séguier, « Bibliothèque Décadente », 1993  (ISBN 2-84049-001-3)
- Jean Lorrain, Princesses d'ivoire et d'ivresse, Séguier, « Bibliothèque Décadente », 1993  (ISBN 2-84049-002-1)
- Rachilde, Les Hors Nature, Séguier, « Bibliothèque Décadente », 1993 (ISBN 2-84049-035-6) édité erroné (BNF 35725692)
- Léon Cladel, Ompdrailles : le Tombeau-des-Lutteurs, Slatkine, 1980  (ISBN 2-05-100144-8)
- Paul Alexis, La fin de Lucie Pellegrin ; L'infortune de Monsieur Fraque ; Les femmes du père Lefèvre ; Journal de Monsieur Mure, Slatkine, 1979  (ISBN 2-05-000106-1)

### Correspondances
- Jean Lorrain, Correspondances, H. Champion, 2006  (ISBN 978-2-7453-1388-1)

- N. D. Cocea, Vinul de viaţă lungă (Le Vin de longue vie, Alinea, 1989 ; le Serpent à plumes, 2000  (ISBN 2-84261-239-6), éditions Cambourakis, 2012  (ISBN 9782366240092) )

### Fiction
- La Haire (2006, inédit)
- Le Portrait, Calleva, 2009  (ISBN 978-2-917582-03-9)
- Ascagne[3], Calleva, 2012  (ISBN 978-2-917582-22-0)
- L’Apparition, Théolib, coll. Liber***, 2012  (ISBN 978-2-36500-051-2)
- Les Ciseaux d'Atropos, e-book, Kobo (FNAC), 2015
- Veturia, Edilivre, 2017  (ISBN 9782414025404)
- Journal de Bérénice[4], éditions Complicités, 2018  (ISBN 978-2-3512-0142-8)